# Адам Пинтер
Адам Пинтер (мађ. Pintér Ádám, Балашађармат, 12. јун 1988) је мађарски професионални фудбалски тренер и бивши играч средине терена. Он је помоћни тренер у МТК Будимпешта.

## Каријера
Током каријере играо је за МТК Будимпешта, Сарагосу, Гројтер Фирт, Ференцварош и Левадијакос. Са екипом МТК Будимпеште освојио је титулу првака (2008) и титулу вицешампиона (2007), а са Ференцварошем је био шампион и освајач купа у сезони 2015/16. Највећи успех у репрезентативној каријери било је учешће на Европском првенству у фудбалу 2016. где је играо у мечевима против Аустријанаца, Португалаца и Белгијанаца.

### МТК Будимпешта
Пинтер је своју фудбалску диплому стекао на Академији Шандор Карољ у Агарду. У 2006. години прешао је у сениорски тим МТК Будимпеште, а 29. јула 2006. дебитовао је у лиги против РЕАК-а, као замена. Одиграо је укупно 20 мечева у сезони, а први гол постигао је против Диошђера 8. маја 2007. године. Шампионат су завршили као вицешампиони и тиме су се квалификовали у Куп УЕФА. У 1. колу квалификација, МТК се састао са Миком из Јеревана, а тим из Јерменије је отишао даље захваљујући головома у гостима са 2 : 2. Пинтер је постигао гол у свом првом међународном мечу купа.
Сезону 2010/11. почео је са плаво-белима из Будимпеште, али је после три меча потписао уговор са шпанском Сарагосом. Своју последњу МТК утакмицу одиграо је 22. августа 2010. против ЕТО-а из Ђера.
Иако се у почетку очекивало да игра на позицији везног у свом тиму, његов тренер Јожеф Гарами га је касније укључио као бека. У МТК-у је наступио на 91 лигашкој утакмици и на овим утакмицама постигао је укупно четири гола. Са тимом је освојио шампионат и и једном друго место. Једном је освојен Суперкуп.

### Сарагоса
Дана 25. августа 2010. потписао је четворогодишњи уговор са Реал Сарагосом који је играо у шпанској врхунској лиги. За свој нови клуб је дебитовао 19. септембра 2010. против Расинг Сантандера. У меч је ушао у 61. минуту. За тим је одиграо укупно 48 утакмица (44 лига и 4 купа), али није постигао гол. Дана 9. августа 2013. клуб, који је испао у шпанску другу лигу, раскинуо је уговор, па је репрезентативни везиста могао да тражи нови тим.

### 2013—2018
Током периода између 2013. па до 2018. године Пинтер је променио четири клуба, док се није 2018. скрасио у ФК МТК где је остао до 2021. године када је отишао у фудбалску пензију.
Дана 2. септембра 2013, последњег дана прелазног рока, објављено је да је Пинтер прешао у Том Томск, потписавши једногодишњи уговор. Пинтер је дебитовао против Анжија из Махачкале.
Дана 5. августа 2014. Пинтер је потписао двогодишњи уговор са Левадијакосом који игра у грчкој Супер лиги, а 31. јула 2015. раскинуо је уговор са Левадијакосом.
Дана 19. августа 2015, Пинтер је потписао мађарски прволигаш Ференцвароси ТК.

### Репрезентација
За репрезентацију је дебитовао 12. октобра 2010. године. Ушао је као замена против Финске у 75. минуту. Учествовао је на Европском првенству у фудбалу 2016. Такође је играо у две групне утакмице, играо је у победи над Аустријом са 2 : 0, и утакмици која је завршена нерешено 3 : 3 против Португалије.

## Достигнућа
МТК
- Прва лига Мађарске у фудбалу: 
  - шампион: 2007/08
  - вицешампион: 2006/07
- Суперкуп Мађарске у фудбалу: 
  - победник: 2008

 Ференцварош
- Прва лига Мађарске у фудбалу: 
  - шампион: 2015/16
- Куп Мађарске у фудбалу: 
  - победник: 2015/16
- Суперкуп Мађарске у фудбалу: 
  - победник: 2016.